# Mistrzostwa Europy w Saneczkarstwie 1998
36. Mistrzostwa Europy w saneczkarstwie odbyły się w 1998 roku w niemieckim Oberhofie. W tym mieście mistrzostwa odbyły się już drugi raz (wcześniej w 1979). Rozegrane zostały cztery  konkurencje: jedynki kobiet, jedynki mężczyzn, dwójki mężczyzn oraz zawody drużynowe. W tabeli medalowej najlepsze były Niemcy.

## Wyniki

### Jedynki kobiet
| Medal | Zawodniczka      | Narodowość | Czas      | Strata |
| ----- | ---------------- | ---------- | --------- | ------ |
|       | Sylke Kraushaar  | Niemcy     | 1.23, 894 |        |
|       | Andrea Tagwerker | Austria    | 1.24, 270 |        |
|       | Susi Erdmann     | Niemcy     | 1.24, 372 |        |

### Jedynki mężczyzn
| Medal | Zawodnik       | Narodowość | Czas     | Strata |
| ----- | -------------- | ---------- | -------- | ------ |
|       | Markus Prock   | Austria    | 1.28,348 |        |
|       | Karsten Albert | Niemcy     | 1.28,456 |        |
|       | Norbert Huber  | Włochy     | 1.28,476 |        |

### Dwójki mężczyzn
| Medal | Zawodnicy                     | Narodowość | Czas       | Strata |
| ----- | ----------------------------- | ---------- | ---------- | ------ |
|       | Stefan Krausse/Jan Behrendt   | Niemcy     | 1.23, 617  |        |
|       | Steffen Skel/Steffen Wöller   | Niemcy     | 1. 23, 789 |        |
|       | Tobias Schiegl/Markus Schiegl | Austria    | 1. 23, 886 |        |

### Drużynowe
| Medal | Zawodnicy                                                                                       | Narodowość | Punkty | Czas     |
| ----- | ----------------------------------------------------------------------------------------------- | ---------- | ------ | -------- |
|       | Jens Müller/Karsten Albert/Susi Erdmann/Sylke Kraushaar/Stefan Krausse/Jan Behrendt             | Niemcy     | 138    | 3.39,441 |
|       | Armin Zöggeler/Norbert Huber/Natalie Obkircher/Gerda Weissensteiner/Kurt Brugger/Wilfried Huber | Włochy     | 138    | 3.39,558 |
|       | Markus Prock/Markus Kleinheinz/Angelika Neuner/Andrea Tagwerker/Tobias Schiegl/Markus Schiegl   | Austria    | 136    |          |

## Klasyfikacja medalowa
| Miejsce | Państwo |   |   |   | Razem |
| ------- | ------- | - | - | - | ----- |
| 1.      | Niemcy  | 3 | 2 | 1 | 6     |
| 2.      | Austria | 1 | 1 | 2 | 4     |
| 3.      | Włochy  | 0 | 1 | 1 | 2     |